# Laly Vallade
Laly Vallade (Burdeos, 23 de abril de 1981), también conocida solo por Laly, es una actriz pornográfica, realizadora, modelo erótica y DJ francesa.

## Biografía
Nacida en Burdeos, comenzó su carrera como bailarina exótica, para posteriormente convertirse en policía, sirviendo en el cuerpo cuatro años. En el año 2007, entró en el reality show de TF1 Secret Story, siendo eliminada en el quinto episodio del programa.
En 2008, Marc Dorcel se puso en contacto con ella y con su pareja, Tristan Segal, ofreciéndoles un contrato para entrar en la industria pornográfica francesa, debutando Laly como actriz a los 26 años de edad con la película The Story of Laly, que se convirtió en todo un éxito de la industria del cine para adultos gala. Su segunda película para adultos, Laly's Angels se estrenó en 2010; más tarde creó su propia productora y se dedicó a la dirección cinematográfica.
Como actriz, llegó a participar en más de 20 películas para estudios, además de Video Marc Dorcel y su productora, Laly Productions, como Triangle Films, Girlfriends Films, Naughty America, Penthouse, Jacquie et Michel o Pure Play Media. Por su parte, como directora, se puso tras las cámaras hasta en 5 ocasiones.
En 2011 se convirtió en DJ, realizó una gira con el "Ange ou démon DJ tour" y lanzó un single, You and I.
A finales de 2011 se trasladó a Las Vegas (Nevada) y allí, continuando con su actividad como modelo para adultos y productora, llegando a ser DJ residente en el Hustler Club. En febrero de 2013, la revista Penthouse la nombró Pet of the Month.
En la faceta de premios de la industria, Laly llegó a estar nominada en 2012 en los Premios XBIZ en la categoría Artista femenina extranjera del año, edición en la que también estaban nominadas sus compatriotas Katsuni y Jade Laroche.
Otras producciones suyas como actriz fueron Bangkok Connection, Cléa Libertine, Erotic Blends 2, La Détective, Lesbian Legal 15, Naughty Office 33 o Secrets of Laly.

## Premios y nominaciones
| Año  | Ceremonia    | Resultado | Premio                              | Trabajo |
| ---- | ------------ | --------- | ----------------------------------- | ------- |
| 2012 | Premios XBIZ | Nominada  | Artista femenina extranjera del año | —       |